# Томчиці (гміна Моґельниця)
Томчиці (пол. Tomczyce) — село в Польщі, у гміні Могельниця Груєцького повіту Мазовецького воєводства.
Населення — 301 особа (2011).
У 1975-1998 роках село належало до Радомського воєводства.

## Демографія
Демографічна структура станом на 31 березня 2011 року:
|          | Загалом | Допрацездатний вік | Працездатний вік | Постпрацездатний вік |
| -------- | ------- | ------------------ | ---------------- | -------------------- |
| Чоловіки | 157     | 17                 | 98               | 42                   |
| Жінки    | 144     | 16                 | 60               | 68                   |
| Разом    | 301     | 33                 | 158              | 110                  |